# اونو نو آزومابیتو
اونو نو آزومابیتو (انگلیسی: Ōno no Azumabito; ۱ ژانویهٔ ۰۶۵۰ – ۷ دسامبر ۷۴۲) سامورایی اهل ژاپن در دوره نارا بود.
او به سمت‌های امپراتوری چینجوفو-شوگون (فرمانده کل دفاع از شمال) و آزه‌چی (بازرس) منصوب شد.